# Championnat d'Allemagne de l'Ouest de hockey sur glace 1977-1978
Saison précédente Saison suivante
La saison 1977-1978 est la vingtième saison de hockey sur glace de la Bundesliga, première division en Allemagne de l'Ouest et également sixième saison de la 2. Bundesliga, le deuxième échelon.

## 2. Bundesliga
|    | Club               | PJ | V  | D | N  | BP  | BC  | Pts |
| -- | ------------------ | -- | -- | - | -- | --- | --- | --- |
| 1  | Augsburger Panther | 22 | 19 | 2 | 1  | 181 | 67  | 40  |
| 2  | Adler Mannheim     | 22 | 18 | 2 | 2  | 133 | 68  | 38  |
| 3  | ESV Kaufbeuren     | 22 | 13 | 2 | 7  | 121 | 76  | 28  |
| 4  | EC Bad Tölz        | 22 | 13 | 2 | 7  | 108 | 68  | 28  |
| 5  | EV Duisbourg       | 22 | 13 | 0 | 9  | 126 | 84  | 26  |
| 6  | Wölfe Freiburg     | 22 | 11 | 3 | 8  | 110 | 79  | 25  |
| 7  | TSV Straubing      | 22 | 11 | 1 | 10 | 97  | 96  | 23  |
| 8  | SG Nürnberg        | 22 | 9  | 2 | 11 | 119 | 132 | 20  |
| 9  | EC Peiting         | 22 | 6  | 2 | 14 | 103 | 139 | 14  |
| 10 | EV Pfronten        | 22 | 5  | 2 | 15 | 101 | 133 | 12  |
| 11 | EV Landsberg       | 22 | 3  | 3 | 16 | 63  | 148 | 9   |
| 12 | EHC 70 München     | 22 | 0  | 1 | 21 | 54  | 226 | 1   |

Les six premières équipes sont qualifiées pour la deuxième phase alors que les six autres jouent la relégation. Finalement, le Augsburger Panther accède à la première division pour la saison suivante.